# Clarence Dickinson
Clarence Earle Dickinson, Jr. (1912-1984) fue un aviador naval de la Armada de los Estados Unidos que tuvo una participación destacada en la Batalla de Midway en junio de 1942.

## Biografía
Clarence Dickinson se graduó de la Academia Naval de Annapolis en 1934. El día del ataque a Pearl Harbor, su unidad era el Sexto Escuadrón VS6, estaba en el mar con el USS Enterprise. Enviado a Hawái el día del ataque en una misión de reconocimiento, su avión fue atacado por cazas japoneses embarcados que lo derribaron matando a su artillero de cola. Sin embargo, logró lanzarse en paracaídas y aterrizar en tierra. 
Luego participó en la incursión en las Islas Gilbert y Marshall, y en la Batalla de Midway (4-6 de junio de 1942) como segundo al mando de la Sexta Escuadrilla, entonces comandada el teniente Richard Best.
En el ataque a la flota japonesa, Dickinson y junto a 4 bombarderos en picado de su escuadrilla atacaron al  portaviones Kaga logrando el tercer de cuatro impactos con bombas de 250 kg deshabilitando al gran portaviones.
Posterior al ataque, fue derribado por cazas japoneses, logró sobrevivir junto a su artillero, fue rescatado y retornado al servicio.
Al final de la guerra, fue el único militar en recibir tres Cruces de la Marina, y terminó su carrera militar con el rango de contraalmirante (un rango equivalente al de Vicealmirante).
Fallecido el 4 de octubre de 1984, está enterrado en Honolulu ( Hawái ), en el National Memorial Cemetery of the Pacific.